# Interzonenturnier Biel 1976
Das Interzonenturnier Biel 1976 wurde im Juli und August 1976 als Rundenturnier mit 20 Teilnehmern in Biel in der Schweiz ausgetragen. Es wurde vom Weltschachbund FIDE organisiert und sollte drei weitere Teilnehmer der Kandidatenwettkämpfe zur Schachweltmeisterschaft 1978 ermitteln. 

## Abschlusstabelle
|    | Teilnehmer           | 01 | 02 | 03 | 04 | 05 | 06 | 07 | 08 | 09 | 10 | 11 | 12 | 13 | 14 | 15 | 16 | 17 | 18 | 19 | 20 | Punkte |
| -- | -------------------- | -- | -- | -- | -- | -- | -- | -- | -- | -- | -- | -- | -- | -- | -- | -- | -- | -- | -- | -- | -- | ------ |
| 01 | Bent Larsen          |    | 0  | 1  | ½  | ½  | 0  | ½  | ½  | ½  | ½  | 1  | ½  | 1  | ½  | ½  | 1  | 1  | 1  | 1  | 1  | 12½    |
| 02 | Tigran Petrosjan     | 1  |    | ½  | ½  | ½  | ½  | 1  | ½  | ½  | ½  | ½  | 1  | ½  | ½  | ½  | 1  | ½  | 0  | 1  | 1  | 12     |
| 03 | Lajos Portisch       | 0  | ½  |    | 0  | ½  | ½  | ½  | 1  | 1  | 1  | 1  | 1  | ½  | 1  | 1  | 0  | ½  | 1  | 0  | 1  | 12     |
| 04 | Michail Tal          | ½  | ½  | 1  |    | 0  | 1  | 1  | ½  | ½  | ½  | ½  | ½  | ½  | ½  | ½  | ½  | ½  | 1  | 1  | 1  | 12     |
| 05 | Wassili Smyslow      | ½  | ½  | ½  | 1  |    | 0  | ½  | 1  | ½  | ½  | ½  | ½  | ½  | 1  | ½  | ½  | 1  | 1  | ½  | ½  | 11½    |
| 06 | Robert Byrne         | 1  | ½  | ½  | 0  | 1  |    | ½  | ½  | 0  | ½  | ½  | ½  | 1  | ½  | ½  | ½  | 1  | 1  | ½  | 1  | 11½    |
| 07 | Robert Hübner        | ½  | 0  | ½  | 0  | ½  | ½  |    | ½  | 1  | ½  | ½  | ½  | 1  | 1  | ½  | ½  | 1  | ½  | 1  | 1  | 11½    |
| 08 | Ulf Andersson        | ½  | ½  | 0  | ½  | 0  | ½  | ½  |    | 0  | ½  | 0  | ½  | ½  | ½  | 1  | 1  | 1  | 1  | 1  | 1  | 10½    |
| 09 | István Csom          | ½  | ½  | 0  | ½  | ½  | 1  | 0  | 1  |    | ½  | 0  | 0  | 0  | 1  | 1  | 1  | 0  | 1  | 1  | ½  | 10     |
| 10 | Efim Geller          | ½  | ½  | 0  | ½  | ½  | ½  | ½  | ½  | ½  |    | ½  | 1  | ½  | ½  | 0  | ½  | 1  | 0  | 1  | 1  | 10     |
| 11 | Jan Smejkal          | 0  | ½  | 0  | ½  | ½  | ½  | ½  | 1  | 1  | ½  |    | 0  | ½  | 0  | 1  | ½  | ½  | 1  | ½  | 1  | 10     |
| 12 | Gennadi Sosonko      | ½  | 0  | 0  | ½  | ½  | ½  | ½  | ½  | 1  | 0  | 1  |    | ½  | ½  | ½  | ½  | ½  | ½  | ½  | 1  | 9½     |
| 13 | Wladimir Liberson    | 0  | ½  | ½  | ½  | ½  | 0  | 0  | ½  | 1  | ½  | ½  | ½  |    | 0  | ½  | 1  | ½  | ½  | 1  | ½  | 9      |
| 14 | Ken Rogoff           | ½  | ½  | 0  | ½  | 0  | ½  | 0  | ½  | 0  | ½  | 1  | ½  | 1  |    | ½  | 0  | ½  | 1  | 1  | ½  | 9      |
| 15 | Boris Gulko          | ½  | ½  | 0  | ½  | ½  | ½  | ½  | 0  | 0  | 1  | 0  | ½  | ½  | ½  |    | ½  | 0  | 1  | 1  | 1  | 9      |
| 16 | Raúl Sanguineti      | 0  | 0  | 1  | ½  | ½  | ½  | ½  | 0  | 0  | ½  | ½  | ½  | 0  | 1  | ½  |    | ½  | ½  | ½  | 1  | 8½     |
| 17 | Aleksandar Matanović | 0  | ½  | ½  | ½  | 0  | 0  | 0  | 0  | 1  | 0  | ½  | ½  | ½  | ½  | 1  | ½  |    | ½  | ½  | 1  | 8      |
| 18 | Óscar Castro         | 0  | 1  | 0  | 0  | 0  | 0  | ½  | 0  | 0  | 1  | 0  | ½  | ½  | 0  | 0  | ½  | ½  |    | 1  | ½  | 6      |
| 19 | André Lombard        | 0  | 0  | 1  | 0  | ½  | ½  | 0  | 0  | 0  | 0  | ½  | ½  | 0  | 0  | 0  | ½  | ½  | 0  |    | 1  | 5      |
| 20 | Joaquín Carlos Díaz  | 0  | 0  | 0  | 0  | ½  | 0  | 0  | 0  | ½  | 0  | 0  | 0  | ½  | ½  | 0  | 0  | 0  | ½  | 0  |    | 2½     |

## Stichkampf um Platz 2 und 3
Unter den punktgleichen Spielern auf Platz 2 bis 4 wurde ein Stichkampf um zwei Plätze in den Kandidatenwettkämpfen erforderlich. Er fand im Oktober 1976 in Varese statt. Jeder Teilnehmer hatte viermal gegen jeden der beiden anderen zu spielen. Von den 12 Partien endeten 10 remis. Petrosjan gewann im ersten Durchgang gegen Portisch und dieser siegte im zweiten der vier Durchgänge gegen Tal, der somit nicht im weiteren WM-Zyklus vertreten war.
| Name             | 1 | 1 | 1 | 1 | 2 | 2 | 2 | 2 | 3 | 3 | 3 | 3 | Gesamt |
| ---------------- | - | - | - | - | - | - | - | - | - | - | - | - | ------ |
| Tigran Petrosjan |   |   |   |   | 1 | ½ | ½ | ½ | ½ | ½ | ½ | ½ | 4½     |
| Lajos Portisch   | 0 | ½ | ½ | ½ |   |   |   |   | ½ | 1 | ½ | ½ | 4      |
| Michail Tal      | ½ | ½ | ½ | ½ | ½ | 0 | ½ | ½ |   |   |   |   | 3½     |